# Molí de la Sal (Berga)
El molí de la Sal és un edifici de Berga protegit com a bé cultural d'interès local.

## Descripció
És en una cantonada, a la cruïlla on s'uneixen dos carrers en desnivell i està estructurat en planta baixa, tres pisos superiors i una galeria. Està cobert a dues aigües amb embigat de fusta i teula àrab. El parament és a base de grans carreus de pedra ben escairats i disposats en fileres. Les obertures segueixen una simetria rigorosa, són allindanades i alineades amb les de la resta de pisos. A la galeria hi ha dos grans arcs de mig punt que ocupen tota l'amplada de la façana. Hi ha dues entrades de costat, una d'allindada força senzilla i la principal, un arc de mig punt amb grans dovelles. Destaquem que conserva les capelles advocades a la Mare de Déu datades al segle xviii i XIX, encastades a les façanes.

## Història
El molí de la sal és una construcció del segle xviii, segons esmenten les llindes i els escuts de la casa, modificada al segle xix. S'acomoda perfectament a l'urbanisme de la ciutat medieval.